# Naissance en 915
Naissance
- 911
- 912
- 913
- 914
- 915
- 916
- 917
- 918
- 919

Cette page dresse une liste de personnalités nées au cours de  l'année 915 :
- 13 janvier : Al-Hakam II, ou Abû al-`Âs al-Mustansir bi-llah al-Hakam Ibn Abd ar-Rahman, deuxième calife omeyyade de Cordoue.

- Burchard III de Souabe, comte de Thurgovie, de Zurich et peut être de Rhétie, il devient duc de Souabe.
- Al-Mansur, calife fatimide.
- Al-Mutanabbi, poète arabe.

date incertaine
- Sunifred II de Cerdagne, comte de Cerdagne et de Besalú.
- Eudes de Vermandois-Vexin, comte de Vienne et comte d'Amiens.

## Crédit d'auteurs
- Cet article est partiellement ou en totalité issu de l'article intitulé « 915 » (voir la liste des auteurs).